# Diocesi di Saint Catharines
La diocesi di Saint Catharines (in latino: Dioecesis Sanctae Catharinae in Ontario) è una sede della Chiesa cattolica in Canada suffraganea dell'arcidiocesi di Toronto. Nel 2022 contava 186.017 battezzati su 527.157 abitanti. È retta dal vescovo Gerard Paul Bergie.

## Territorio
La diocesi si trova nella penisola di Niagara, nella provincia canadese dell'Ontario e comprende la regione di Niagara (le contee precedenti di Lincoln e di Welland) e tutta la zona della contea precedente di Haldimand (attualmente, la metà orientale della regione di Haldimand-Norfolk).
Sede vescovile è la città di Saint Catharines, dove si trova la cattedrale di Santa Caterina d'Alessandria.
Il territorio si estende su 3.158 km² ed è suddiviso in 45 parrocchie.

## Storia
La diocesi è stata eretta il 22 novembre 1958 con la bolla Qui Deo volente di papa Giovanni XXIII, ricavandone il territorio dalla diocesi di Hamilton e dall'arcidiocesi di Toronto.

## Cronotassi dei vescovi
Si omettono i periodi di sede vacante non superiori ai 2 anni o non storicamente accertati.
- Thomas Joseph McCarthy † (9 novembre 1958 - 7 luglio 1978 dimesso)
- Thomas Benjamin Fulton † (7 luglio 1978 - 2 febbraio 1994 ritirato)
- John Aloysius O'Mara † (2 febbraio 1994 - 9 novembre 2001 ritirato)
- James Matthew Wingle (9 novembre 2001 - 7 aprile 2010 dimesso)
- Gerard Paul Bergie, dal 14 settembre 2010

## Statistiche
La diocesi nel 2022 su una popolazione di 527.157 persone contava 186.017 battezzati, corrispondenti al 35,3% del totale.
| anno | popolazione | popolazione | popolazione | presbiteri | presbiteri | presbiteri | presbiteri                | diaconi | religiosi | religiosi | parrocchie |
| anno | battezzati  | totale      | %           | numero     | secolari   | regolari   | battezzati per presbitero | diaconi | uomini    | donne     | parrocchie |
| ---- | ----------- | ----------- | ----------- | ---------- | ---------- | ---------- | ------------------------- | ------- | --------- | --------- | ---------- |
| 1966 | 93.893      | 319.612     | 29,4        | 112        | 59         | 53         | 838                       |         | 128       | 197       | 41         |
| 1970 | 93.893      | 379.612     | 24,7        | 99         | 58         | 41         | 948                       |         | 49        | 166       | 47         |
| 1976 | 93.893      | 380.000     | 24,7        | 88         | 52         | 36         | 1.066                     |         | 41        | 91        | 42         |
| 1980 | 100.000     | 395.300     | 25,3        | 90         | 52         | 38         | 1.111                     |         | 42        | 82        | 43         |
| 1990 | 132.000     | 411.000     | 32,1        | 94         | 59         | 35         | 1.404                     |         | 38        | 75        | 47         |
| 1999 | 148.850     | 440.000     | 33,8        | 87         | 56         | 31         | 1.710                     | 2       | 37        | 65        | 46         |
| 2000 | 148.850     | 440.000     | 33,8        | 87         | 54         | 33         | 1.710                     | 1       | 38        | 57        | 46         |
| 2001 | 148.850     | 440.000     | 33,8        | 88         | 54         | 34         | 1.691                     | 1       | 39        | 48        | 46         |
| 2002 | 148.850     | 440.000     | 33,8        | 95         | 55         | 40         | 1.566                     | 1       | 44        | 46        | 45         |
| 2003 | 148.850     | 440.000     | 33,8        | 91         | 53         | 38         | 1.635                     | 2       | 42        | 48        | 46         |
| 2004 | 148.850     | 440.000     | 33,8        | 87         | 52         | 35         | 1.710                     | 2       | 40        | 42        | 46         |
| 2010 | 160.000     | 462.000     | 34,6        | 93         | 60         | 33         | 1.720                     | 10      | 36        | 33        | 46         |
| 2014 | 170.800     | 484.000     | 35,3        | 90         | 54         | 36         | 1.897                     | 17      | 39        | 29        | 46         |
| 2017 | 176.725     | 500.040     | 35,3        | 83         | 48         | 35         | 2.129                     | 19      | 37        | 32        | 45         |
| 2020 | 183.600     | 520.300     | 35,3        | 80         | 49         | 31         | 2.295                     | 17      | 32        | 31        | 45         |
| 2022 | 186.017     | 527.157     | 35,3        | 83         | 49         | 34         | 2.241                     | 17      | 35        | 22        | 45         |